# Encyclia carbonitensis
Encyclia carbonitensis är en orkidéart som beskrevs av Marcos Antonio Campacci. Encyclia carbonitensis ingår i släktet Encyclia och familjen orkidéer. Inga underarter finns listade i Catalogue of Life.